# Tylecodon racemosus
Tylecodon racemosus ist eine Pflanzenart der Gattung Tylecodon in der Familie der Dickblattgewächse (Crassulaceae).

## Beschreibung
Tylecodon racemosus wächst als aufrechter und wenig verzweigter Kleinstrauch und wird 20 bis 50 Zentimeter hoch. Der Hauptstamm wird bis 7 Zentimeter hoch und erreicht einen Durchmesser von 4,5 Zentimeter. Die grünen Triebe besitzen eine gelbbraune bis graue Rinde, welche sich waagerecht abschält. Jüngere Triebe sind 8 Millimeter im Durchmesser groß. Die weich sukkulenten Blätter wachsen aufsteigend bis ausgebreitet und gedrängt an den Spitzen der Triebe. Sie können mit Drüsenhaaren besetzt sein, kahl oder mit glänzenden und durchscheinenden Wärzchen besetzt sein. An der Blattbasis werden manchmal rötliche Streifen ausgebildet. Sie sind linealisch-lanzettlich, linealisch verkehrt lanzettlich bis spatelig geformt und werden 2,5 bis 10 Zentimeter lang und 0,8 bis 3,7 Zentimeter breit. Die Blattbasis ist an der Oberseite flach bis gefurcht bis breit rinnig ausgebildet. Zum Sommer hin verwelken die Blätter, verbleiben aber am Stamm und hinterlassen später eine deutliche, weiße und waagerechte Narbe.
Der Blütenstand wird durch aufrechte Thyrsen mit 3 bis 6 ausgebreiteten Monochasien gebildet und 8 bis 10 Zentimeter hoch. Die mit Drüsenhaaren besetzten oder kahlen Blütenstandstiele sind an der Basis 3 bis 4 Millimeter im Durchmesser und verjüngen sich nach oben. Die linealisch-lanzettlichen Tragblätter werden von unten nach oben kleiner und fallen bald ab. Die Einzelblüten werden ausgebreitet bis aufsteigend ausgebildet. Der Blütenstiel wird 8 bis 17 Millimeter lang. Die linealisch-lanzettlichen Kelchblätter werden 9 bis 10 Millimeter lang und 1 bis 2,5 Millimeter breit. Die röhrige Blütenkrone weitet sich zum Schlund hin auf und wird 10 bis 15 Millimeter lang und bis 4 Millimeter im Durchmesser. Sie ist rosa oder weiß mit dunklem rosafarbenen bis purpurnem Streifen gefärbt und leicht mit Drüsenhaaren besetzt. Die ausgebreiteten Zipfel sind später oft zurückgebogen.

## Systematik und Verbreitung
Tylecodon racemosus ist in südlichen Namibia und Südafrika, in der Sukkulenten-Karoo verbreitet. Die Erstbeschreibung erfolgte 1862 als Cotyledon racemosa durch William Henry Harvey. 1978 stellte Helmut Richard Tölken die Art in die Gattung Tylecodon. Ein Synonym zur Art ist Cotyledon chloroleuca Dinter ex Friedrich.